# 東京香蕉

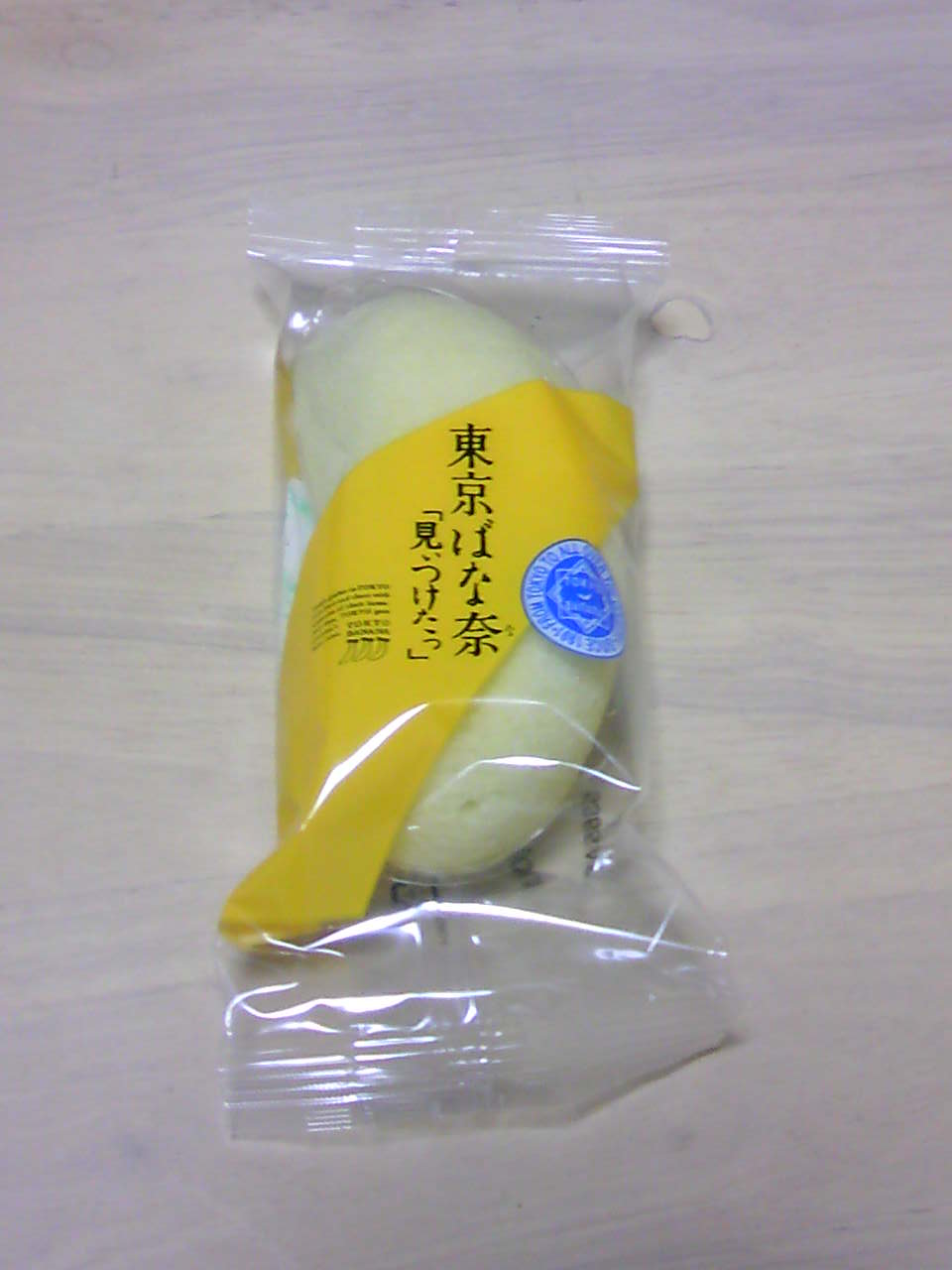
東京香蕉

東京香蕉（日语：東京ばな奈╱とうきょうばなな）是一種日本甜點。

## 簡介
- 東京自產的一種甜點，由GRAPESTONE公司製造。「東京バナナ」「東京ばなな」為錯誤寫法。
- 1991年起發售，使用的是男女老少都喜歡的香蕉，利用蒸的作法作出如海綿般的口感，內餡使用香蕉原汁做出的鮮奶油，產生自然的香蕉風味，一年的營業額約40億日圓。
- 東京著名的土產，不論在日本國內或外國遊客間都相當出名。
- 2011年迎來發售20週年，推出各種花紋系列的產品。
- 2013年大丸百貨東京店發表了最受遊客歡迎東京伴手禮排行榜，東京香蕉排行第一。
- 從Rebecca親子素食旅行日誌得知，有17款品項，是「蛋奶素」可食 （页面存档备份，存于），其中包括東京香蕉派、東京香蕉-乳酪蛋糕等。